# Винсент (Калифорнија)
Винсент (енгл. Vincent) насељено је место без административног статуса у америчкој савезној држави Калифорнија.

## Демографија
По попису из 2010. године број становника је 15.922, што је 825 (5,5%) становника више него 2000. године.
| Група             | 2000.         | 2010.          |
| Белци             | 3.679 (24,4%) | 2.391 (15,0%)  |
| Афроамериканци    | 403 (2,7%)    | 312 (2,0%)     |
| Азијати           | 1.035 (6,9%)  | 1.128 (7,1%)   |
| Хиспаноамериканци | 9.724 (64,4%) | 11.921 (74,9%) |
| Укупно            | 15.097        | 15.922         |